# 江汉石油管理局
江汉石油管理局是中华人民共和国湖北省潜江市下辖的一个类似乡级单位。

## 行政区划
江汉石油管理局下辖以下行政区单位：
广华广南一社区、广华广南二社区、广华水杉社区、广华大道南社区、广华油矿社区、广华大道北社区、向阳石化社区、向阳油建社区、向阳采油厂社区、向阳测井社区、五七技校社区、五七钻井社区、五七四路社区、五七桥东社区和荆炼潜江农场村。